# Musée de Sculpture en plein air de Middelheim
Le musée de Sculpture en plein air de Middelheim (nom officiel en néerlandais : Openluchtmuseum voor beeldhouwkunst Middelheim) est un musée de la sculpture moderne en plein air, établi sur le domaine de Middelheim à Anvers en Flandre.

## Bref historique du site et des collections du musée

### Origine du site

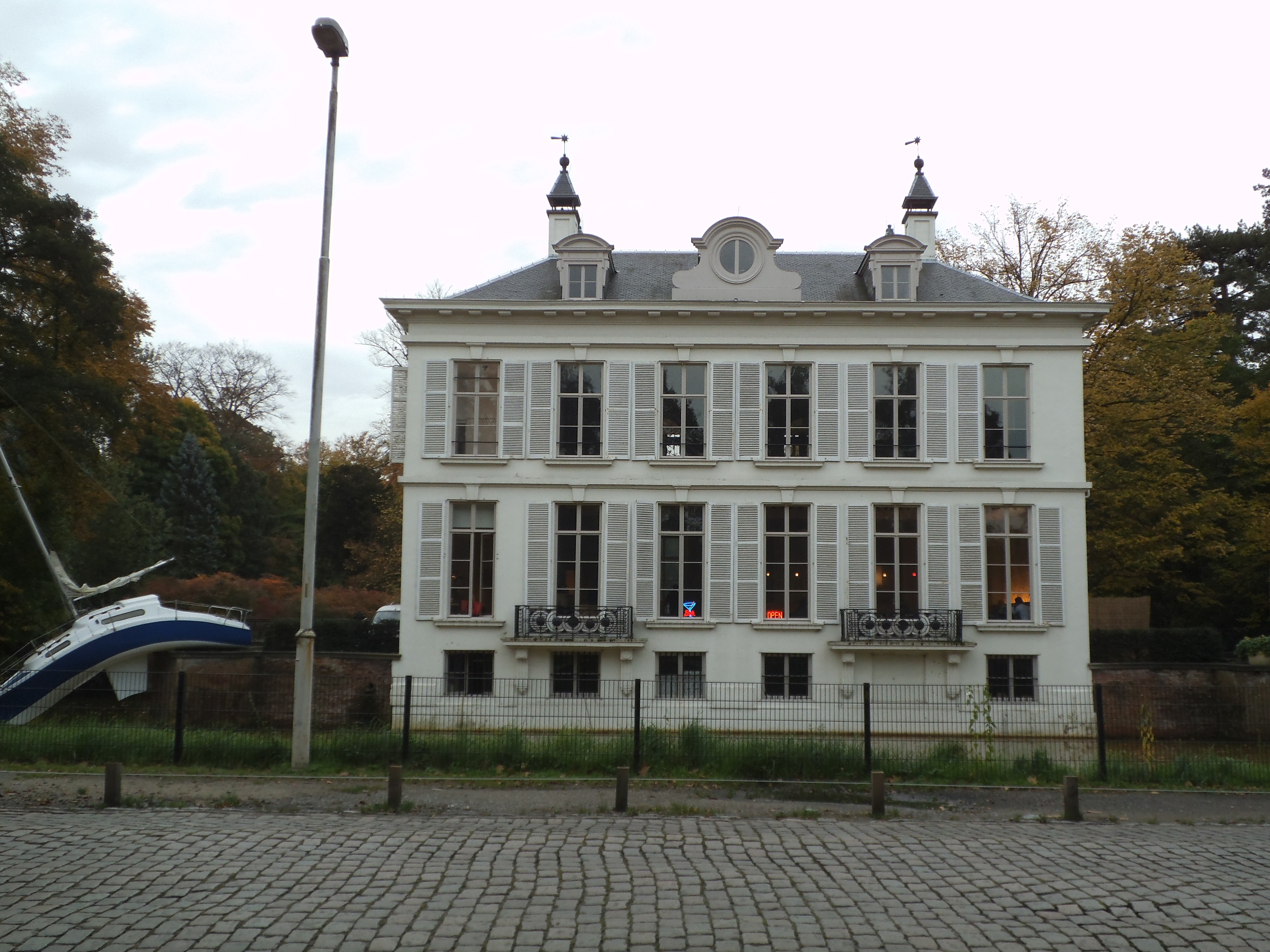
Le château de Middelheim en style néoclassique, rénové au XVIII, sans doute selon les plans de Barnabé Guimard. À gauche : Misconceivable (2010) de l'Autrichien Erwin Wurm.

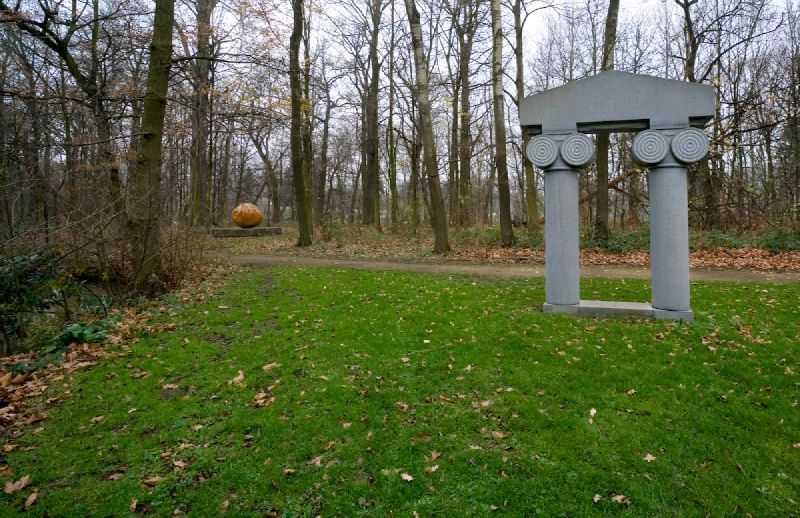
Une partie du Pavillon de colonnes (1982-1992), une construction architecturale postmoderne de Charles Vandenhove.

L'origine du domaine de Middelheim remonte aux hoven van plaisantie (ou maisons de plaisance) : les magnifiques châteaux des patriciens d'Anvers, avec leurs parcs de jardins, dont seuls trois ont été préservés de l'expansion urbaine. Middelheim est l'un d'entre eux. En 1342, l'endroit est déjà mentionné comme une « stede geheten Middelheim » (un domaine appelé Middelheim). Depuis le XVIe siècle, le domaine servait de résidence d'été aux riches marchands d'Anvers. Au XVIIIe siècle, l'un d'eux, Pierre François Gisbert van Schorel, seigneur de Wilrijk, y rassembla une importante collection de tableaux de Rubens et de Van Dyck, parmi d'autres. Vers cette époque, le château de style Renaissance flamande subit une rénovation néoclassique, sans doute conçue par l'architecte parisien Barnabé Guimard. Le château fut ensuite cédé au chevalier Parthon de Von, où il écrit un recueil de fables et se consacra à l'horticulture. En 1842, le bien fut vendu à la famille Le Grelle. En 1910, cette famille vendit le domaine à la ville d'Anvers. Fusionné avec les domaines Den Brandt et Vogelzang (Chant d'oiseau), le parc fut ouvert au public sous le nom de Nachtegalenpark (parc des Rossignols). Bientôt, on reconnut le potentiel culturel du parc et, la même année, à la première réunion du comité des Amis des parcs d'Anvers, l'un des membres suggéra l'idée d'ériger un musée de la Sculpture en plein air.

### Années 1950 et 1960
Le 1er juin 1950, à peine un an après l'exposition controversée au parc Sonsbeek à Arnhem et deux ans après celle au Battersea Park à Londres, une exposition internationale de sculptures de la période 1900-1950 fut ouverte au parc du Middelheim. À l'ouverture de cette exposition, l'artiste Zadkine se serait adressé à Lode Craeybeckx, le bourgmestre d'Anvers qui entretenait de bons contacts avec de nombreux artistes, lui tenant à peu près ces paroles : « Combien vous sentirez-vous orphelins lorsque toute cette beauté vous aura quitté ? »
Bientôt, l'idée fut lancée de rendre permanente l'exposition sous la forme d'un musée de Sculpture à ciel ouvert. Le fait qu'il n'y avait pas de précédent international et qu'un tel musée pouvait mettre Anvers solidement sur la carte de l'art rendit l'idée encore plus attrayante. Le 6 novembre 1950, un mois seulement après la fin de l'exposition, la proposition du bourgmestre de créer un musée international de la Sculpture contemporaine en plein air fut approuvée par le conseil communal d'Anvers,. Le caractère à ciel ouvert pouvait lier les plaisirs physiques de la nature aux effets intellectuels et esthétiques de l'art contemporain. Le musée devait présenter un aperçu de la sculpture contemporaine internationale et, en même temps, prêter attention aux principaux précurseurs de la fin du XIXe siècle et du début du XXe siècle. À l'automne de 1951, le musée fut officiellement inauguré avec la présentation d'acquisitions récentes d'œuvres de Bourdelle, de Gargallo, de Maillol, de Manzù, de Marini, de Renoir et de Rodin.
Il fut décidé d'organiser tous les deux ans, à partir de 1953, une exposition internationale de sculpture. Comme la sculpture était, en 1950, encore inextricablement liée à des réalisations à fort coefficient de travail, coûteuses et en bronze ou en pierre, on mit au point avec Moore et Zadkine, sculpteurs représentés dans la collection du musée, une formule viable : chaque biennale devait illustrer les développements en matière de sculpture dans un pays en particulier.
À cette présentation seraient ajoutées des sélections plus modestes d'œuvres de sculpteurs d'autres pays. À chaque biennale, on trouvait le moyen d'enrichir la collection permanente de quelques œuvres. La presse internationale se montrait enthousiaste à propos du nouveau musée, que l'historien et critique d'art italien Umberto Apollonio décrivit, de la façon la plus lyrique, comme « un nouveau musée, un musée vivant, où la nature collabore avec les œuvres d'art, où l'air, le vent et la lumière s'associent intimement avec les personnages qui y demeurent et qui s’y expriment plus ou moins fort dans des langues différentes, mais toujours associé à la vie des gens modernes ». L'occasion se présenta à la troisième biennale de 1955, qui mettait l'accent sur la sculpture française, d'acheter des œuvres d'Arp, de Duchamp-Villon, de González et de Lipchitz, alors que la cinquième biennale, consacrée à la sculpture britannique, rendit possible l'achat d'un bronze de Hepworth.
Au cours des années 1960, la politique d'exposition et d'acquisition du musée Middelheim, qui pouvait être définie comme « modérément moderne » dans les années 1950, était en retard par rapport à son temps. Année après année, l'écart avec l'art contemporain s'accrut.

### Années 1970 et 1980
En 1971, la biennale fut consacrée, pour la première fois, au continent américain et une partie des sculptures fut présentée dans le nouveau pavillon de Braem. En 1963, ce dernier avait été chargé de concevoir un nouvel espace d'exposition permanent pour les sculptures en matériaux vulnérables ou de petit format. L'idée initiale d'agrandir ce pavillon dut être abandonnée en raison de la crise des années 1970.
À la quinzième biennale de 1979 furent invités les sculpteurs des pays scandinaves et, pour la première fois, quelques artistes vinrent sur place pour réaliser une œuvre selon un projet défini. Pour la seizième biennale, celle de 1981, on choisit une approche thématique et une orientation davantage axée sur des projets. Pour la première fois, une biennale à Middelheim ne consistait pas de produits importés, achevés, mais de projets spécifiques, propres au site, entre autres de Bruyninckx, de Lohaus et de Van Snick. En 1989, la vingtième et dernière biennale eut lieu dans le cadre du festival belge Europalia, dédié cette année-là au Japon. Le déclin de l'intérêt du public força à nouveau à la réflexion.

### Années 1990 et 2000
Anvers ayant obtenu le titre de Capitale européenne de la culture en 1993, le musée obtint les moyens de passer par une opération de rattrapage pour mettre à jour sa collection permanente ; le musée parvint à acquérir des œuvres de Deacon, Genzken, Kirkeby, Klingelhöller, Lohaus, Mullican, Muñoz, Panamarenko, Schütte et Vermeiren. À partir de là, la politique d'acquisition du musée s'est réinscrite dans l'actualité artistique internationale et, en instaurant une exposition annuelle thématique, la politique d'exposition a été révisée.
Très vite, la succession rapide des acquisitions a conduit à un manque d'espace. Depuis le déménagement de la pépinière de la Ville d'Anvers, le musée dispose d'une zone importante de cinq hectares où l'unité semi-fonctionnelle AVL Franchise Unit de l'Atelier Van Lieshout et Le Passage des heures de Cabrita-Reis ont trouvé une place. En 2000, le paysagiste français Desvigne a dessiné le projet de réaménagement de sept hectares à l'est et à l'ouest du château et de la douve. Des sculptures abstraites et minimalistes américaines et anglo-saxonnes, entre autres de Calder, de King, de Nevelson et de Soto, y ont trouvé leur place, comme une œuvre plus récente, le Beam Drop Antwerp de Burden. En 2001, un nouveau dépôt est inauguré, construit par un architecte flamand, Stéphane Beel. Depuis que la floriculture urbaine, de l'autre côté du musée, a également déménagé, le musée peut se développer dans cette direction.

### Années 2010
Dans De Middelheimcollectie, un guide du musée (publié dans une collection de la maison d'édition Ludion), Johan Pas écrit l'histoire de l'institution, dans un texte signé en février 2010, et constate que la collection se compose d'environ 480 sculptures, 280 médailles et 600 estampes et dessins, tous faits par des sculpteurs. Environ 200 sculptures ont trouvé une place dans le parc, tandis qu'une dizaine d'autres sont parsemées dans la ville.
En 2012, dans le jardin éducatif Hortiflora, désormais intégré dans le musée, la Huis (ou « maison »), un nouveau bâtiment d'exposition semi-ouvert, conçu par les architectes flamands Paul Robbrecht et Hilde Daem, a été inauguré par une exposition d'œuvres de Schütte. Cette construction n'est pas sans rappeler l'esprit du pavillon jadis construit par Rietveld à Sonsbeek et reconstruit à Otterlo.
La collection du musée continue à s'enrichir d'œuvres d'artistes contemporains, dont Gormley, Muyle, Signer, Weiwei et Wurm.
Le Centre de documentation Lode Craeybeckx est situé dans l'orangerie du parc de sculptures.

### Sélection d'œuvres de la collection

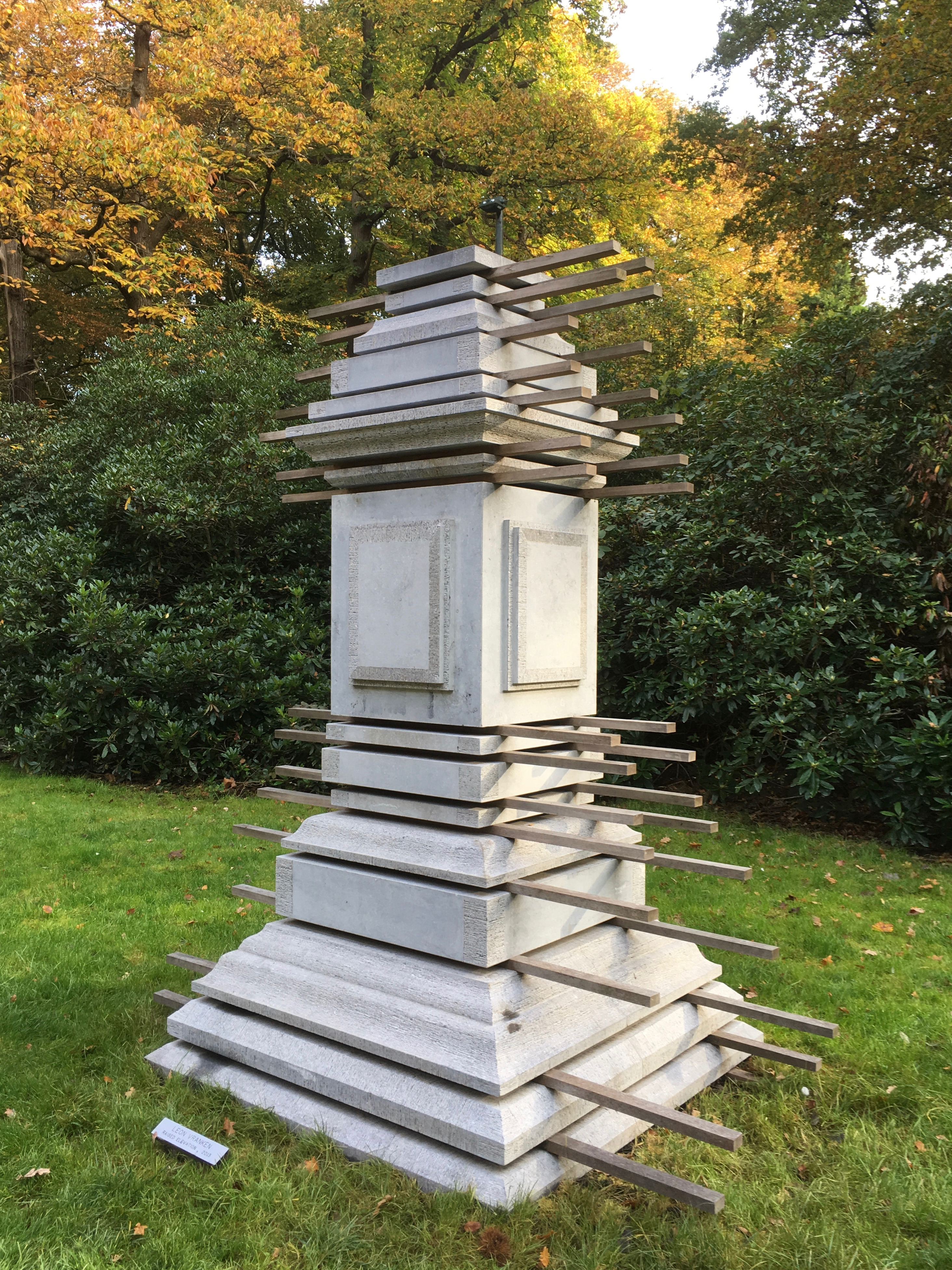
Leon Vranken, Raised Elevation (2013).

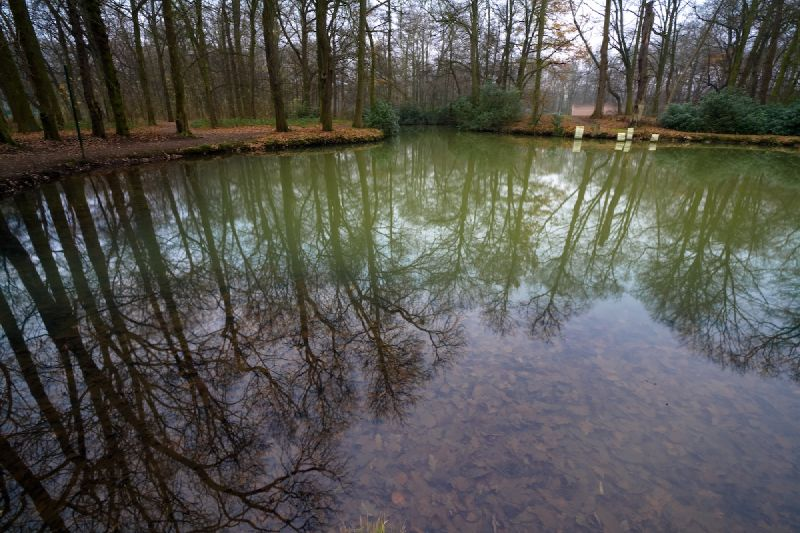
Baigneurs (1994) de Luciano Fabro, au fond de l'étang.

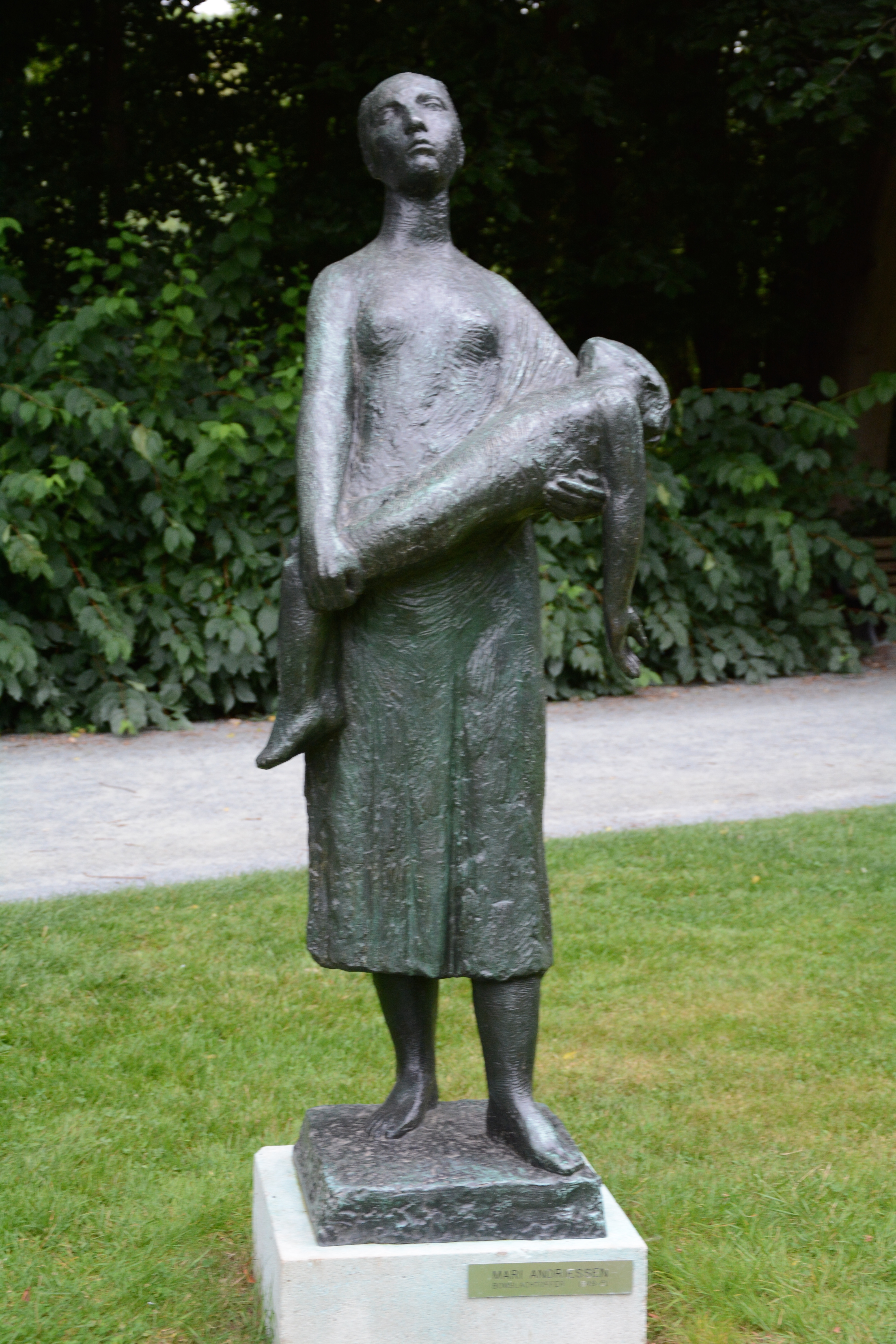
Victime de bombardement de 1948-1951

La collection comprend des œuvres de nombreux sculpteurs modernes et contemporains, tant belges flamands et wallons qu'internationaux. La liste suivante propose une sélection parmi les œuvres de la collection, groupée selon les pays d'origine des artistes (en principe, les pays natals). Certaines œuvres, appartenant au musée, sont exposées dans la ville ou conservées au dépôt du musée. Pour la plus grande partie des œuvres sélectionnées, des liens vers des photos sur toutes sortes de sites web ont été créés. Dans la mesure du possible, les titres des œuvres ont été traduits en français.
 Allemagne
- Hans Arp (Coupes superposées, 1947-1954)
- Ernst Barlach (Joueur de flûte de 1936)
- Rudolf Belling (Triade de 1919)
- Élisabeth de Belgique (Portrait de Madame Barjansky de 1952)
- Isa Genzken (Fenêtre I et Fenêtre II de 1993)
- Karl Hartung (Composition II de 1949)
- Kati Heck (Être-là, c'est tout de 2006)
- Bernhard Heiliger (Deux figures en rapport de 1954)
- Harald Klingelhöller (de) (Die Furcht verläszt ihren Gegenstand und geht über in Hass de 1993)
- Fritz Koenig (Cavaliers de 1956)
- Georg Kolbe (Grande figure assise de 1929)
- Käthe Kollwitz (Piéta de 1937 et Plainte de 1938)
- Bernd Lohaus (Sans titre de 1993)
- Ewald Mataré (Torse de femme de 1933)
- Ulrich Rückriem (Construction de 1967)
- Michael Schoenholtz (de) (Mannequin de 1972)
- Thomas Schütte (Mille langues de 1993)
- Timm Ulrichs (Modelhäuser, Typ Bomarzo de 2001)

 Argentine
- Alicia Penalba (Grande étincelle de 1959)

 Australie
- Patricia Piccinini (Nid de 2006)

 Autriche
- Franz West (Sphairos de 1998)
- Fritz Wotruba (Roc féminin de 1947)
- Erwin Wurm (Misconceivable de 2010)

 Belgique,  Communauté flamande
- Guillaume Bijl (Rue romaine de 1994)
- Leo Copers (nl) (Communication entre deux rives de 1971-1984)
- Luc Deleu (en) (Orbino de 2004)
- Wim Delvoye (Closed Circuit de 1992-1995)
- Roel d'Haese (Moïra, en feuille morte de 1978)
- Honoré δ'O (Shouting Is Breathing in Circumstances de 2006)
- Michel François (Résidence de 1993-1995)
- Vic Gentils (Le Jeu d'échecs de 1966-1967)
- Jef Geys (Maman de 2002)
- Floris Jespers (Groupe de négresses, 1953 et Quatre sculptures congolaises)
- Oscar Jespers (Naissance de 1932)
- Frans Joris (Statue du baron Dhanis de 1913)
- Jef Lambeaux (Lutteurs de 1895)
- Mark Macken (Avril de 1957)
- George Minne (Torse d'homme de 1910)
- Panamarenko (Archaeopterix Lithografica de 1993)
- Constant Permeke (Marie-Lou de 1935)
- Reinhoud (Les murs ont des oreilles que la raison ne connaît pas de 1958, À Contrecœur et Lynch de 1965)
- Peter Rogiers (nl) (Two reclining figures on a Calder base (sculpture for Middelheim) de 2006)
- Camiel Van Breedam (nl) (Char solaire de 1974)
- Paul Van Hoeydonck (Astro de 1970)
- Philippe Van Snick (Poésie de 2012)
- Hilde Van Sumere (Mouvement II de 1974-1976)
- Didier Vermeiren (Place de 1993)
- Rik Wouters (La Vierge folle de 1912 et Soucis domestiques de 1913, en prêt du Musée royal des beaux-arts)

 Belgique,  Communauté française
- George Grard (Niobé de 1947-1948)
- Charles Leplae (Lucco de 1944 et Deux femmes enceintes de 1952-1953)
- Constantin Meunier (Le Semeur de 1896 et Le Débardeur de 1898, en prêt du Musée royal des beaux-arts)
- Jacques Moeschal (Fontaine de 1967)
- Félix Roulin (Colonne de 1975)
- Ferdinand Schirren (La Robe longue de 1905)
- Olivier Strebelle (Fontaine de 1951 et Miss Television II de 1979)
- Charles Vandenhove (Pavillon de colonnes de 1982-1992)
- André Willequet (Torse de 1962)
- Philippe Wolfers (Salomé de 1926-1927)

 Biélorussie
- Ossip Zadkine (Le Rêveur de la forêt, Le Phénix de 1944 et Orphée de 1956).

 Chine
- Ai Weiwei (Pont de 2012)

 Costa Rica
- Francisco Zúñiga (Le Seuil de 1970-1971)

 Croatie
- Vojin Bakić (Taureau de 1955)

 Cuba
- Agustín Cárdenas (L de 1968)

 Danemark
- Robert Jacobsen (2-4-6 de 1974-1977)
- Per Kirkeby (Sans titre, Anvers Middelheim de 1993)

 Espagne
- Martín Chirino (Mediterranean de 1969)
- Pablo Gargallo (Prophète de 1933)
- Julio González (Petite Vénus de 1935)
- Juan Muñoz (Deux figures pour Middelheim de 1993)

 États-Unis
- Carl Andre (74 Weathering Way de 2001)
- Alice Aycock (Leonardo Swirl II de 1982-1983)
- Chris Burden (Beam Drop Antwerp de 2009)
- Alexander Calder (Le Chien de 1958)
- Dan Graham (Belgian Funhouse, 2004)
- Corey McCorkle (Yayoi de 2005)
- Matt Mullican (en) (Sans titre de 1993)
- Louise Nevelson (Disque solaire / Ombre de la lune V, 1976)
- Tony Rosenthal (en) (Odyssey de 1968)
- Jessica Stockholder (Born of Landscape Linoleum de 1999)
- Lawrence Weiner (L'eau trouve son propre niveau de 2009)

 Finlande
- Harry Kivijärvi (en) (Grande voile de 1968)

 France
- Joseph Bernard (Femme et enfant dansant de 1925)
- Antoine Bourdelle (Bélier rétif, 1908-1909, Héraclès archer, 1909 et Dr Koeberlé, 1914)
- Georges Braque (Le Poisson de 1944)
- Robert Couturier (Fillette sautant à la corde de 1951)
- Charles Despiau (Assia de 1937)
- Eugène Dodeigne (Figure agenouillée de 1970 et Trois figures debout de 1978)
- Raymond Duchamp-Villon (Le Grand Cheval, de 1914)
- Émile Gilioli (Royaume des cieux de 1954-1955)
- Paul Landowski (Le Pâtre de 1906)
- Henri Laurens (Océanide de 1933)
- Aristide Maillol (La Méditerranée de 1902-1905 et La Rivière de 1939-1943)
- Étienne-Martin (Demeure N° 4 – Lanleff de 1961)
- François Pompon (Ours blanc de 1920-1922)
- Auguste Renoir (Vénus Victrix de 1914)
- Germaine Richier (Le Mantis (Mantoptère), 1946)
- Auguste Rodin (L'Âge d'airain de 1876-1880, Saint Jean Baptiste de 1878-1880 et Balzac de 1892-1897)

 Hongrie
- Imre Varga (Professeur de 1969)

 Italie
- Wander Bertoni (de) (Icare de 1953)
- Pietro Cascella (Naissance de 1973)
- Alik Cavaliere (en) (Environnement de 1972-1973)
- Pietro Consagra (Conversation de l'après-midi de 1958)
- Luciano Fabro (Baigneurs de 1994)
- Pericle Fazzini (Sibylle de 1947)
- Emilio Greco (Lutteur) de 1947-1948)
- Giacomo Manzù (Le Pas de danse de 1950 et Le Cardinal de 1952)
- Marino Marini (Judith de 1945 et Miracle de 1951)
- Arturo Martini (La Louve de 1931, Clair de lune et Sports d'hiver de 1932)
- Marcello Mascherini (it) (Saint François de 1957)
- Arnaldo Pomodoro (Boîte I de 1964)
- Medardo Rosso (Garçonnet juif de 1892)
- Alberto Viani (it) (Torse de femme de 1954)

 Japon
- Mizui Yasuo (La Flamme blanche de 1975)
- Yoshitomo Nara (Gummi Girl de 2006)

 Lituanie
- Jacques Lipchitz (Lutte de Jacob avec l'ange de 1932)

 Mexique
- Jorge Dubon (Bois de métal de 1970)

 Moldavie
- Idel Ianchelevici (August Vermeylen de 1935)

 Pays-Bas
- Mari Andriessen (en) (Victime de bombardement de 1948-1951)
- Atelier Van Lieshout (AVL Franchise Unit de 2002)
- John Körmeling (nl) (Entrée des artistes de 2012)
- Hildo Krop (en) (Aspiration à la vie de 1949-1951)
- Henk Visch (nl) (Demain, tout sera différent de 1993-1996 et Telling No Lies de 1996)

 Pologne
- Albert Szukalski (Dialogue de 1974)

 Portugal
- Pedro Cabrita-Reis (Le Passage des heures de 2004)

 Royaume-Uni
- Kenneth Armitage (Deux figures assises de 1957)
- Lynn Chadwick (La Rencontre VIII de 1957)
- Antony Gormley (Ciel III de 2009)
- Tony Cragg (Envelope de 1996)
- Barbara Hepworth (Cantate Domino de 1958)
- Ann Veronica Janssens (Mur de tennis de 2003)
- Phillip King (Bali, 1977)
- Bernard Meadows (Pointing Figure with a Child Opus 82 de 1966)
- Henry Moore (Roi et Reine de 1952-1953)

 Suède
- Stig Blomberg (Enfants, baignant de 1935)
- Ingmar Hellgren (Repéreur de vent III de 1978)
- Carl Milles (Pegase de 1949)

 Suisse
- Max Bill (Ruban sans fin, 1953-1956)
- Walter Bodmer (Plastique de 1956-1957)
- Alberto Giacometti (Venise II de 1956)
- Roman Signer (Bidon bleu de 2012)

 République tchèque
- Emil Filla (Relief cubique de 1912)
- Otto Gutfreund (Don Quichotte de 1911)

 Turquie
- Selçuk Mutlu (Coin punitif - Souvenirs d'enfance de 2010).

 Ukraine
- Alexander Archipenko (Figure avec socle triangulaire de 1914 et Torse de 1916)

 Venezuela
- Jesús-Rafael Soto (Double Progression Vert et Blanc, 1969)

### La Biennale
Entre 1950 et 1990, le musée Middelheim organisa vingt biennales consacrées à la sculpture, le plus souvent sur le thème de l'art d'un ou de plusieurs pays spécifiques.
La chronologie de ces biennales est la suivante :
- 1951, 1re biennale (rétroactivement considérée comme la première biennale)
- 1953, 2e biennale,  Italie
- 1955, 3e biennale,  France
- 1957, 4e biennale,  Allemagne,  Autriche,  Suisse
- 1959, 5e biennale,  Royaume-Uni
- 1961, 6e biennale, Benelux ( Belgique,  Luxembourg,  Pays-Bas)
- 1963, 7e biennale, Sélection de sculpteurs de l'Europe centrale, ainsi que présentation de cinq sculpteurs, originaires d'autres pays européens, notamment : Bakić, Epstein, Leplae, Richier et Viani
- 1965, 8e biennale, Sculpteurs de la CEE
- 1967, 9e biennale, Sculpteurs des pays de l'Est (…) et sélection limitée de sculpteurs japonais ( Japon)
- 1969, 10e biennale,  Belgique,  Espagne,  France,  Pays-Bas,  Royaume-Uni et sculpteurs originaires de l'Amérique latine, résidant en Europe
- 1971, 11e biennale, Continent américain ( Canada,  États-Unis,  Mexique…)  Pays-Bas et rétrospective Oscar Jespers
- 1973, 12e biennale,  Autriche,  Italie
- 1975, 13e biennale,  Inde,  Japon,  Turquie
- 1977, 14e biennale, Sculpteurs des pays de l'Est (…)
- 1979, 15e biennale, Sculpteurs de la Scandinavie ( Danemark,  Finlande,  Islande,  Norvège,  Suède)
- 1981, 16e biennale,  Belgique
- 1983, 17e biennale, Bilan international de la sculpture des années 1970 (Andre, Caro, Chia, Cucchi, Kienholz, LeWitt, Merz…)
- 1985, 18e biennale, Exposition sur le thème de la voiture (Calder, Lichtenstein, Morellet, Pistoletto, Schippers, Spoerri, Stella, Warhol…)
- 1987, 19e biennale, Exposition sur le thème du monument (Kapoor, Pistoletto, Rombouts, Tinguely, Van Isacker, Van Soom…)
- 1989, 20e biennale,  Japon (dans le cadre du festival Europalia)

### Sources
- (nl) Bentein, Marie-Rose. « Openluchtmuseum voor beeldhouwkunst Middelheim, Antwerpen », Openbaar kunstbezit, 1974, p. 135- 178.
- (nl) Heylen, Philip, Menno Meeuwis et Johan Pas. De Middelheim Collectie, Ludion, 2010  (ISBN 978-90-5544-952-1), 208 p.  (également disponible en anglais).
- (nl) Middelheimmuseum, [En ligne], [s. d.], réf. du 28 juillet 2014. [www.middelheimmuseum.be].